# Amt Friesack
Het Amt Friesack is een samenwerkingsverband van zes gemeenten in het Landkreis Havelland in de Duitse deelstaat Brandenburg. Friesack telt 6.536 inwoners.

## Gemeenten
Het Amt omvat de volgende gemeenten:
1. Friesack (stad) (2.496)
2. Mühlenberge (717)
3. Paulinenaue (1.354)
4. Pessin (669)
5. Retzow (521)
6. Wiesenaue (779)

Brieselang ·
Dallgow-Döberitz ·
Falkensee ·
Friesack ·
Gollenberg ·
Großderschau ·
Havelaue ·
Ketzin ·
Kleßen-Görne ·
Kotzen ·
Märkisch Luch ·
Milower Land ·
Mühlenberge ·
Nauen ·
Nennhausen ·
Paulinenaue ·
Pessin ·
Premnitz ·
Rathenow ·
Retzow ·
Rhinow ·
Schönwalde-Glien ·
Seeblick ·
Stechow-Ferchesar ·
Wiesenaue ·
Wustermark